# Barga
|  | Per a altres significats, vegeu «Barga (Itàlia)». |

Barga era un regne vassall dels hitites a la regió de Nuhase que probablement depenia d'aquest regne.
En un document de Mursilis II, rei hitita, s'explica que la ciutat de Jaruwatta pertanyia al país de Barga, i l'avi d'Abi-radda o Abiratta, el rei d'Hurri, la va conquerir per la força i la va donar a l'avi de Tette, un habiru. Tette i Enurta de Barga es van revoltar contra el rei hitita probablement instigats per Assíria entre els anys 1320/1310 aC, i Abi-radda es va posar al costat de Mursilis, atacant Enurta i expulsant-lo del país. Abi-radda va anar a veure al rei hitita i li va demanar que li donés la ciutat de Jaruwatta, que abans havia estat del seu avi, "buida, però amb les fortificacions intactes i els déus i els esperits ancestrals". Mursilis li va dir que si conqueria la ciutat li donaria. El rei hitita va atacar Enurta i el va matar, juntament amb els membres de la seva família i es va quedar les seves possessions. El regne i el tron de Barga el va donar a Abi-radda, al que va fer rei.